# لو الکساندروویچ چوگایف
لو الکساندروویچ چوگایف (انگلیسی: Lev Aleksandrovich Chugaev؛ ۱۶ اکتبر ۱۸۷۳ – ۲۶ سپتامبر ۱۹۲۲) یک شیمیدان اهل روسیه بود.